# 橘色頻道
《橘色頻道》（英語：Channel Orange）是美国创作型歌手弗兰克·奥申的首张录音棚专辑，于2012年7月10日通过iTunes数字发布，其他平台的发售日定为7月17日。
在前一年发行了混音带《Nostalgia, Ultra》后，奥申开始与制作人兼词曲作者马莱一起创作新歌，后者随后协助他在好莱坞的EastWest Studios录制了《橘色頻道》 。这张专辑不像上一张混音带一样大量依赖采样，奥申想在专辑中采用不同的声音和歌曲结构。参与制作该专辑的其他制作人包括Om'Mas Keith和法瑞尔·威廉姆斯 。专辑还包含Odd Future说唱歌手运动衫小霸王和造物主泰勒、歌手/词曲作者André 3000和吉他手約翰·梅爾等艺人的客串演出。
在音乐上，《橘色頻道》风格独特，融合了电子放克、流行灵魂乐、爵士放克和迷幻，以及电影对话和环境噪音等非音乐的声音作为间奏曲。声乐方面，奥申在整张专辑中采用了形式自由的演唱以及交替出现的假声和男高音声音。他的歌曲创作通过使用意象、对话和叙事等手法探索了单恋、颓废、社会阶层和毒品等主题。奥申拥有字位→顏色聯覺这一神经现象，专辑的标题来源于他在初次恋爱的夏天所感受到的颜色：橘色。
为了防止《橘色頻道》泄露到互联网上，奥申和 Def Jam 比公开宣布的日期提前一周以数字方式发行了该专辑。该专辑共推出了五首单曲，包括 奥申专辑排名最高的单曲《想念你》（美国公告牌百强单曲榜第32位）。奥申还在2012年7月举办一场巡回演唱会来宣传这张专辑。专辑发布后广受乐评界好评，并获得了极大的商业成功，专辑首周空降公告牌二百强专辑榜次席，并卖出13.1万份拷贝（绝大多数为數位销售）。截至2014年9月在美国累计售出 621,000 张。这一专辑也是当年众多乐评人榜单中排名第一的专辑，包括美国的帕兹与乔普和英国的HMV民意调查。在2013年格莱美奖上，《橘色頻道》被提名为年度最佳专辑，并获得最佳进步R&B专辑。专辑之后也出现在多个21世纪10年代最佳专辑列表，以及史上最佳专辑的列表当中。
该专辑中的部分曲目在早前的现场演唱会中出现过，例如《Forrest Gump》和《Pink Matter》。

## 背景
该专辑是弗兰克·奥申2011年广受好评的混音带《Nostalgia, Ultra》的续作。由于最初在签约厂牌Def Jam不被重视，2011年2月弗兰克·奥申选择通过在线免费发布该混音带。作品获得了大批听众的追捧，并获得了乐评界的一致好评。后来奥申与厂牌关系修好，唱片公司发行了两首单曲，包括《Novacane》和《Swim Good》。

## 创作和录音
《橘色频道》由奥申与音乐制作人兼词曲作者马莱共同创作。创作开始于2011年2月前后，即奥申发布混音带《Nostalgia, ULTRA》的时候。他们在一起的第一天创作出了《Super Rich Kids》这首歌，接下来两天又写了十分钟长的歌曲《Pyramids》。为了给创作设置氛围，奥申在有时会在录音室里面播放无声的旧电影，后来还在录音室挂上了平克·弗洛伊德和李小龙的海报。受到电影的影响，专辑加入了电影对话和环境噪音等非音乐的声音作为间奏曲。
他们的创作受到了史莱和史东家族合唱团，平克·弗洛伊德，吉米·亨德里克斯，史提夫·汪达，魏斯·安德森的电影作品，席琳·狄翁和電台司令的影响。歌曲的创作受到了奥申的亲身经历的启发，包括痛苦的恋爱关系，以及参加祖父主持的戒毒会和戒酒会。他们在两到三个月内创作了专辑的大部分歌曲。
为了节省租用录音室的高昂费用，奥申原本计划租用录音设备并且在比弗利山庄的豪宅独自录制，但最终只在那里录制了三首歌曲。专辑的大部分歌曲在好莱坞的EastWest Studios录音室录制。唱片制作人Om'Mas Keith在2011年6月加入了唱片的制作工作，为唱片加入了和声、现场鼓声（《Crack Rock》、《Monks》和《Sweet Life》）、弦乐（《Bad Religion》）等元素。其他录音地点包括好莱坞的Henson Recording Studios和Record Plant录音室、洛杉矶的Westlake Recording Studios录音室和Studio for the Talented and Gifted录音室、纽约市的Manhattan Sound Recording录音室和比佛利山庄的聖思多羅。录制完成后，奥申给Def Jam创办人里克·魯賓播放了这张专辑，后者被奥申声音中的原始和力量所感染。
奥申和马莱在Studio for the Talented and Gifted录音室完成了专辑的大部分混音，工程师斯佩克·史滕特在洛杉矶的The Mix Suite做了部分混音。该专辑由纽约Masterdisk公司的弗拉多·梅勒做母带处理。

## 音乐
音乐编辑人指出《橘色频道》音乐风格独特，受到迷幻、流行灵魂、爵士放克和电子放克的影响。《HipHopDX》将其归类为另類節奏藍調专辑，而《影音俱樂部》的Evan Rytlewski称其为新灵魂乐专辑，《Time Out New York》的Hank Shteamer 将其描述为前卫灵魂乐。《Sputnikmusic》的索比·优素福 (Sobhi Youssef) 表示，尽管专辑的制作“吸收了一系列流行的现代和古典音乐的元素”，但这些元素仍然“在 R&B 的范畴内（运用），没有任何单一的流派占据整张专辑。”专辑中的歌曲包含电子键盘、弱音打击乐、变幻的背景音轨、变调合成器、重复乐句、清脆的吉他和朦胧的电子效果（如dub混响）。《Tiny Mix Tapes》写道，专辑前半部分“开阔”的制作让人想起舒吉·奥蒂斯的“电子灵魂乐”，而喬迪·羅森则观察到“和弦进行像极了史蒂夫·旺德的《Innervisions》 ，轻快的重复乐句让人想起马文·盖伊的《Here, My Dear》，咆哮的吉他让人想起Prince的《Purple Rain》”。《华盛顿邮报》的克里斯·理查兹将其旋律感知力与盖伊和旺德的作品进行了比较，因其松散的歌曲结构而与狄安吉羅、麥斯威爾和埃里卡·巴杜的作品进行了比较。《时代杂志》的梅丽莎·洛克 (Melissa Locker) 指出专辑中“触动人心的旋律”与The-Dream的2007 年专辑《爱/恨》类似。

## 发布和推广
2012年6月8日，弗兰克·奥申发布了一个预告片，宣布将推出“橘色頻道”，但是并没有解释其具体是什么。当天稍后，弗兰克·奥申宣布自己将进行巡演，名为“the Channel Orange Tour”，并且巡演的时间将同专辑发布日相同，他还同时公布了一首名为“Pyramids”的歌。7月6日，弗兰克·奥申在SoundCloud上发布了“Sweet Life”.
2012年7月10日，《橘色頻道》以数字形式独家登陆iTunes在线音乐商店，这比其预定的实体专辑发售时间早了一周。

## 反响

### 销售表现
该专辑首周登上美国公告牌二百强专辑榜第二名，全美销量为13.1万，其中3千张为实体拷贝。在加拿大，该专辑登上了加拿大专辑榜的第三名，销量为6700份拷贝。

### 评价
| 評論得分             | 評論得分  |
| 來源                 | 評分      |
| -------------------- | --------- |
| Allmusic             | [ 36 ]    |
| BBC                  | 好评      |
| 公告牌               | 好评      |
| 芝加哥论坛报         | 3.5/4颗星 |
| Consequence of Sound | [ 39 ]    |
| 娱乐周刊             | B+        |
| 衛報                 | [ 25 ]    |
| 洛杉矶时报           | 好评      |
| 纽约时报             | 好评      |
| Newsday              | A         |
| Pitchfork Media      | 9.5/10    |
| The Quietus          | 好评      |
| 滚石                 | 4/5颗星   |
| 每日电讯报           | [ 16 ]    |
| 时代                 | 好评      |
| Spin                 | 9/10      |
| Slant Magazine       | 4.5/5颗星 |
| Clash                | [ 47 ]    |

《橘色頻道》目前获得的评价都十分积极。《娱乐周刊》的梅丽莎·马尔斯（Melissa Maerz）称赞了该专辑中的情歌，并认为他的音乐完美地攫取了话题的关键。《时代》的梅丽莎·洛克（Melissa Locker）则称弗兰克·奥申为“一颗冉冉升起的演奏家新星”，并称他的歌词“将该专辑从一张仅仅是好过一般水准的节奏布鲁斯唱片提升为一张充满才华[...]的成熟专辑，特别是考虑到它的创作者却如此年轻”。AllHipHop.com的乔·加西亚（Jon Garcia）批评一些人将关注点放在围绕弗兰克·奥申的争议上，而不是关心他的音乐所表达的信息，“弗兰克·奥申通过《橘色頻道》，将自己置于音乐流派区隔和身份标签之上。这不是一个夏季休闲音乐，也不是深刻的音乐，亦不是灵乐，也不是奇怪的音乐，更不是同志音乐”。The Lantern则在点评该专辑时称，“《橘色頻道》是性感的，我如果要形象的描述，它就像是80年代城市的夜晚。这就是它给我的感觉。‘Sierra Leone’就是一个好例证……我在韦斯特2010年的巨著《My Beautiful Dark Twisted Fantasy》之后，还从未被如此感动过”。评论者给给专辑的评级是“A”。Billboard.com发表的专辑评论也趋向正面，表示“......无论在该专辑中弗兰克·奥申是怎样的情绪，这些歌曲听起来都太棒了。标准化的音乐制作流程并没有扼杀歌手那多变的声线，这些声音绕梁三日，给听者以前所未有的感受，《橘色頻道》中没有一首烂歌，尽管有些时候弗兰克·奥申可以把持的更好。”评论者表示“Pyramids”是该专辑的中流砥柱，并且盛赞了它的结构。

## 歌曲列表
歌曲列表最早由弗兰克·奥申发表于其Tumblr上。
| 曲序 | 曲目                                         | 词曲                                          | 制作人                           | 时长 |
| ---- | -------------------------------------------- | --------------------------------------------- | -------------------------------- | ---- |
| 1.   | Start                                        | Christopher Francis Ocean, James Ho           |                                  | 0:46 |
| 2.   | Thinkin Bout You                             | Ocean, N. Cobey, Robert Taylor, Tommy Heng    | Shea Taylor                      | 3:22 |
| 3.   | Fertilizer                                   | Ocean, James Fauntleroy II                    |                                  | 0:40 |
| 4.   | Sierra Leone                                 | Ocean, J. Ho                                  |                                  | 2:29 |
| 5.   | Sweet Life                                   | Ocean, Pharrell Williams                      | Pharrell Williams, Frank Ocean   | 4:23 |
| 6.   | Not Just Money                               | Ocean                                         |                                  | 1:00 |
| 7.   | Super Rich Kids（featuring Earl Sweatshirt） | Ocean, Thebe Kgositsile, Ho                   | Malay                            | 5:05 |
| 8.   | Pilot Jones                                  | Ocean                                         |                                  | 3:04 |
| 9.   | Crack Rock                                   | Ocean                                         |                                  | 3:44 |
| 10.  | Pyramids                                     | Ocean, Ho, T. Johnson, John Mayer, Tommy Heng | Malay, Om'Mas Keith, Frank Ocean | 9:52 |
| 11.  | Lost                                         | Ocean, Malay, Micah Otano, Paul Shelton       | Malay, Micah Otano               | 3:54 |
| 12.  | White（performed by John Mayer）             | Ocean, Mayer, Tyler Okonma                    | Frank Ocean, Tyler, The Creator  | 1:16 |
| 13.  | Monks                                        | Ocean                                         |                                  | 3:20 |
| 14.  | Bad Religion                                 | Ocean                                         |                                  | 2:55 |
| 15.  | Pink Matter（featuring André 3000）          | Ocean, Andre Benjamin, Tommy Heng             | Malay                            | 4:29 |
| 16.  | Forrest Gump                                 | Ocean                                         | Malay                            | 3:15 |
| 17.  | End                                          | Ocean                                         |                                  | 2:14 |

## 榜单成绩
| 榜单（2012年度）                | 最高排位 |
| ------------------------------- | -------- |
| 澳大利亚专辑榜                  | 18       |
| 加拿大专辑榜                    | 3        |
| 荷兰专辑榜                      | 36       |
| 爱尔兰专辑榜                    | 28       |
| 新西兰专辑榜                    | 16       |
| 英国专辑榜                      | 2        |
| 美国公告牌二百强专辑榜          | 2        |
| 美国公共牌节奏布鲁斯/嘻哈专辑榜 | 1        |